# Федеральний канцлер Німеччини
Федеральний канцлер Федеративної Республіки Німеччини (нім. Bundeskanzler der Bundesrepublik Deutschland) — політичний лідер Німеччини та глава федерального уряду. Ця посадова особа несе відповідальність за вибір усіх інших членів уряду й веде засідання уряду.
Федеральний канцлер обирається бундестагом (парламентом Німеччини) строком на 4 роки.
Федеральний канцлер головує в кабінеті міністрів. Тільки він має право формувати уряд: він відбирає міністрів і висуває обов'язкову для федерального президента пропозицію про їхнє призначення або звільнення. Канцлер вирішує, скільки міністрів буде в кабінеті, і визначає сферу їхньої діяльності.
З 6 травня 2025 року посаду канцлера обіймає Фрідріх Мерц (ХДС/ХСС).

## Історія посади
Поняття «канцлер» з'явилося в Середні віки: при дворах феодалів канцлером називали главу цеху переписувачів, що володів авторитетом, порівнянним із авторитетом переписувачів в Стародавньому Єгипті.
В історії конституційного розвитку Німеччини поняття «федеральний канцлер» вперше з'явилося для позначення глави уряду Північнонімецького союзу 1867 року. У Німецькій імперії і Ваймарській республіці — «райхсканцлер». Упродовж короткого часу (1918—1919) глава уряду іменувався «головою Ради уповноважених» або «міністром-президентом». У НДР (1949—1990) — Головою Ради міністрів.
Райхсканцлер в Німецької імперії призначався і знімався з посади імператором і перебував у його безпосередньому підпорядкуванні. Крім того, він не мав можливості прямо впливати на законодавчий процес.
Після 1918 року канцлер був підзвітний парламенту, але призначався й звільнявся райхспрезидентом. Також канцлер повинен був піти у відставку в тому випадку, якщо райхстаг заявить про свою недовіру до нього. Таким чином у Ваймарській республіці канцлер залежав як від президента, так і від парламенту. Стаття 56 Ваймарської конституції містить таке положення: «Райхсканцлер визначає основні напрямки політики і несе відповідальність за них перед райхстагом. У межах цих напрямків райхсміністра самостійно здійснюють керівництво ввіреній йому галузі та несуть відповідальність перед Райхстагом». Ця стаття практично дослівно повторює перші пропозиції ст.65 Основного закону Німеччини. Згодом це положення розкритикували через те, що в ньому міститься невідповідність: райхсканцлер призначався президентом, але був відповідальний перед райхстагом. Таке співвідношення повноважень (сильний райхспрезидент, недієздатний парламент і слабкий канцлер) 1933 року дозволило прийти до влади націонал-соціалістам на чолі з Адольфом Гітлером.
Парламентський рада (1948—1949) ухвалила рішення обмежити повноваження федерального президента, водночас надавши додаткової політичної ваги посаді федерального канцлера. Подальше зміцнення так званої «канцлерської демократії» було пов'язане з новим положенням про вибори канцлера, введенням механізму конструктивного вотуму недовіри (уряду з боку парламенту) і звичайного вотуму недовіри (парламенту з боку уряду) разом зі збереженням за федеральним канцлером права визначати основні напрямки політики, яких в обов'язковому порядку повинні дотримуватися члени кабінету міністрів. У зв'язку з цим канцлер на сьогодні є найвпливовішою фігурою у політичній системі Німеччини.

## Федеральні канцлери
Німецька Імперія (1871—1918)
| Райхсканцлер |                                     |                  |                   |
| №.           | Ім'я (дати життя)                   | з                | до                |
| 1            | Отто фон Бісмарк (1815—1898)        | 15 квітня 1871   | 20 березня 1890   |
| 2            | Лео фон Капріві (1831—1899)         | 20 березня 1890  | 28 жовтня 1894    |
| 3            | Хлодвіг Гогенлое (1819—1901)        | 28 жовтня 1894   | 17 жовтня 1900    |
| 4            | Бернгард фон Бюлов (1849—1929)      | 17 жовтня 1900   | 14 липня 1909     |
| 5            | Теобальд Бетман-Гольвег (1856—1921) | 14 липня 1909    | 13 липня 1917     |
| 6            | Георг Міхаеліс (1853—1936)          | 14 липня 1917    | 1 листопада 1917  |
| 7            | Георг фон Гертлінг (1843—1919)      | 1 листопада 1917 | 30 вересня 1918   |
| 8            | Максиміліан Баденський (1867—1929)  | 3 жовтня 1918    | 9 листопада 1918  |
| 9            | Фрідріх Еберт (1871—1925)           | 9 листопада 1918 | 10 листопада 1918 |

Третій Райх (1933—1945)
| Рейхсканцлер |                           |      |      |
| №.           | Ім'я (дати життя)         | з    | до   |
| 1            | Адольф Гітлер (1889—1945) | 1933 | 1945 |

Федеративна Республіка Німеччина (з 1949)
| Федеральний канцлер (бундес-канцлер або міністр-президент) ФРН |                                 |                   |                   |        |
| Nr.                                                            | Ім'я (дати життя)               | з                 | до                | партія |
| 1                                                              | Конрад Аденауер (1876—1967)     | 15 вересня 1949   | 16 жовтня 1963    | ХДС    |
| 2                                                              | Людвіг Ергард (1897—1977)       | 16 жовтня 1963    | 1 грудня 1966     | ХДС    |
| 3                                                              | Курт Георг Кісінгер (1904—1988) | 1 грудня 1966     | 21 жовтня 1969    | ХДС    |
| 4                                                              | Віллі Брандт (1913—1992)        | 21 жовтня 1969    | 7 травня 1974     | СДП    |
| 5                                                              | Гельмут Шмідт (1918—2015)       | 16 травня 1974    | 1 жовтня 1982     | СДП    |
| 6                                                              | Гельмут Коль (1930—2017)        | 1 жовтня 1982     | 27 жовтня 1998    | ХДС    |
| 7                                                              | Герхард Шредер (*1944)          | 27 жовтня 1998    | 22 листопада 2005 | СДП    |
| 8                                                              | Ангела Меркель (*1954)          | 22 листопада 2005 | 8 грудня 2021     | ХДС    |
| 9                                                              | Олаф Шольц (*1958)              | 8 грудня 2021     | 6 травня 2025     | СДП    |
| 10                                                             | Фрідріх Мерц (*1955)            | 6 травня 2025     |                   | ХДС    |

## Права і повноваження
Федеральний канцлер головує в кабінеті міністрів. Тільки він має право формувати уряд: він відбирає міністрів і висуває обов'язкову, для федерального президента, пропозицію про їхнє призначення або звільнення. Канцлер вирішує, скільки міністрів буде в кабінеті, і визначає сферу їхньої діяльності.